# Jakob Emanuel Handmann

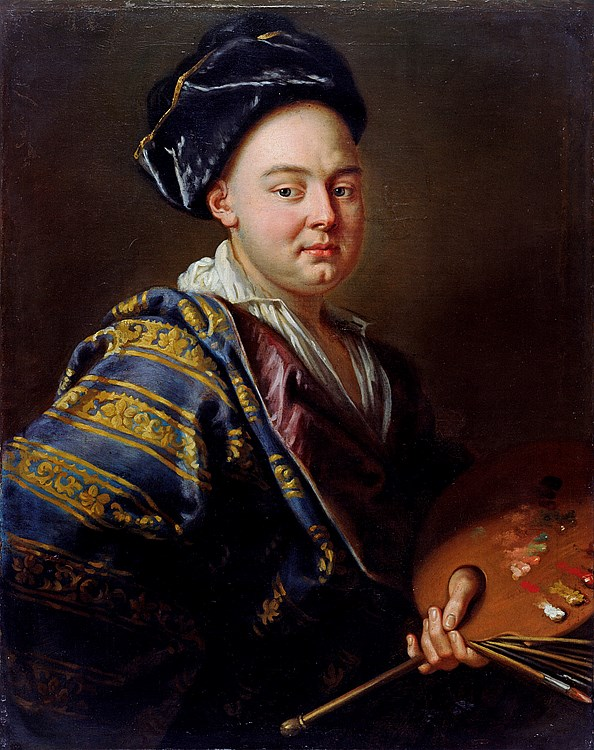
Selbstbildnis (1745)

Jakob Emanuel Handmann (* 16. August 1718 in Basel; † 3. November 1781 in Bern) war ein Schweizer Porträt-Maler.

## Leben
Jakob Emanuel war das neunte von vierzehn Kindern des Bäckers und späteren Landvogts zu Waldenburg, Johann Jakob Handmann und seiner Ehefrau Anna Maria Rispach. Eine Lehre als Schwertfeger soll er abgebrochen haben, um Maler zu werden. Zwischen 1735 und 1739 absolvierte Handmann eine Lehre bei Johann Ulrich Schnetzler in Schaffhausen als Stuckateur und Deckenmaler. 1740 wurde er in Basel in die Zunft zum Himmel aufgenommen. Anschliessend absolvierte er Studienreisen unter anderem nach Paris zu Jean Restout, ab 1742 nach Rom und 1745 nach Neapel. 1746 kehrte er nach Basel zurück, und ging 1747 nach Bern, wo er sich niederliess und sein eigenes Atelier eröffnete. Durch die Vermittlung des estnischen Edelmannes und Obersten Carl Friedrich von Staal wurde Handmann 1773 Mitglied an der Accademia Clementina zu Bologna.

## Werk

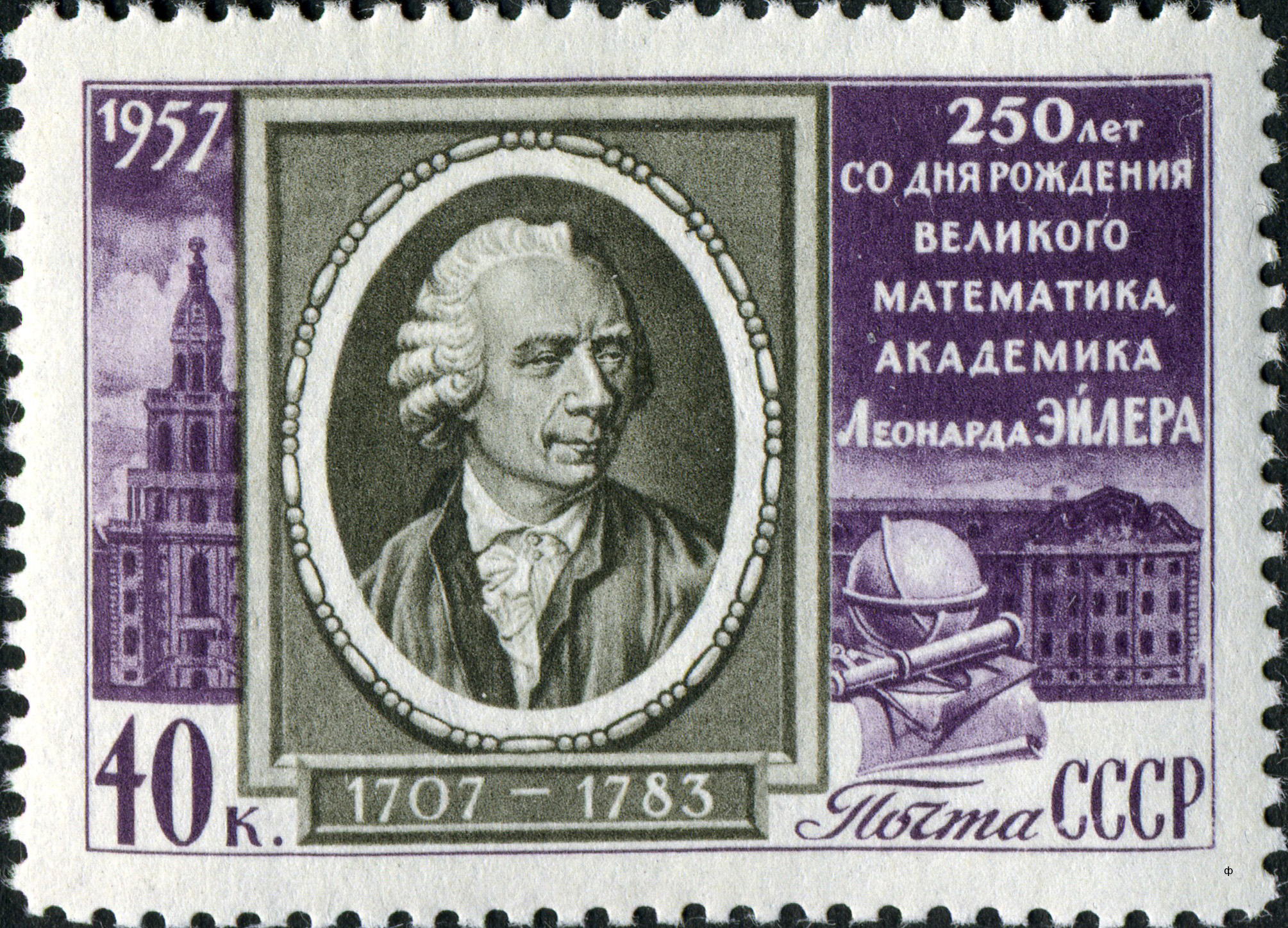
Porträt von Leonhard Euler (1707–1783)

Handmann, der sich fast ausschliesslich auf die Porträtkunst spezialisierte, gelang es, einen Ausgleich zu schaffen zwischen Repräsentationsbildnis und intimem Freundschaftsporträt. Dadurch wurde er zu einem der erfolgreichsten Berner Maler. Mehrere Schultheissenporträts in der Galerie der Berner Stadtbibliothek sind sein Werk. Er arbeitete aber nicht nur für das Patriziat, sondern er porträtierte in Ölgemalden und Pastellen Wissenschaftler, Ärzte, Künstler und Handwerker. Daneben treten einige Gruppenbilder, wenige Genre- und Landschaftsbilder sowie Historienbilder, wie beispielsweise der Musenzyklus von 1775. Ihm können 500 Werke zugeschrieben werden.
Die Qualität seiner Bilder fiel, je nach Auftraggeber, unterschiedlich aus, insbesondere auch des oftmals schematischen Dekors, während die Gesichter sorgfältig durchgearbeitet sind und sowohl individuelle Züge als auch innere Haltung und Regung zeigen. Damit verliess Handmann bereits die Konventionen des Rokoko und wies auf eine individuellere Betrachtungsweise.